# Katalin Szentgyörgyi
Katalin Szentgyörgyi (* 1. Januar 1979) ist eine ehemalige ungarische Langstreckenläuferin.
1997 wurde sie Junioren-Europameisterin über 5000 m und 1998 in Ferrara Junioren-Europameisterin im Crosslauf. 1999 wurde sie ungarische und, mit dem nationalen Rekord von 15:18,80 min, U23-Europameisterin über 5000 m. Über dieselbe Distanz kam sie bei den Leichtathletik-Weltmeisterschaften in Sevilla auf den 14. Platz.
Im Jahr darauf verhinderte ein Ermüdungsbruch im rechten Fuß eine Teilnahme an den Olympischen Spielen in Sydney. Bei den Crosslauf-Europameisterschaften in Malmö wurde sie dann die erste Athletin, die nach dem Juniorentitel auch den im Erwachsenenbereich errang.
2001 wurde sie erneut U23-Europameisterin über 5000 m. Kurz nach einem weiteren nationalen 5000-m-Rekord erlitt sie 2002 bei einem Autounfall eine Beckenfraktur. Nach weiteren Verletzungen beendete sie 2004 ihre Karriere.

## Persönliche Bestzeiten
- 1500 m: 4:11,18 min, 29. Mai 1999, Bukarest
- 3000 m: 8:32,70 min, 6. Juli 2001, Saint-Denis (aktueller ungarischer Rekord)
- 5000 m: 15:02,00 min, 2. Juni 2002, 2. Juni 2002, Hengelo (aktueller ungarischer Rekord)
- 10.000 m: 32:27,69 min, 7. April 2001, Barakaldo